# Rincón de la Victoria
Rincón de la Victoria é um município da Espanha, na província de Málaga, comunidade autónoma da Andaluzia. Tem 27,51 km² de área e em 2021 tinha 49 790 habitantes (densidade: 1 809,9 hab./km²). Pertence à comarca de La Axarquía, limitando com os municípios de Málaga, Totalán, Moclinejo, Macharaviaya e Vélez-Málaga, além do mar Mediterrâneo.